# CRYAA
CRYAA‏ (Crystallin alpha A2) هوَ بروتين يُشَفر بواسطة جين CRYAA في الإنسان.